# Conboy Lake National Wildlife Refuge
Das Conboy Lake National Wildlife Refuge a ist ein National Wildlife Refuge an den Osthängen der Kaskadenkette am Fuß des 12.281 ft (3.743 m) hohen Mount Adams im Süden des US-Bundesstaates Washington. Der nächstgelegene Ort ist Trout Lake (Washington).
Es umfasst 7.071,70 Acres (2.862 ha) der Flächen der historischen Seen Conboy und Camas, ein seichtes Marschland und Feuchtgebiet, das von den ersten weißen Siedlern entwässert wurde.

## Flora und Fauna
Nadelwälder, Grasland, flachgründige Feuchtgebiete und tiefe Gewässer bieten Lebensraum für Waschbären, Hirsche, Fichtenmarder, Rocky-Mountain-Wapitis, Kojoten, Bisamratten, Streifenskunke, Pumas, Biber, Ursons, Fischotter, kleine Nagetiere und 150 Vogelarten wie auch für zahlreiche Amphibien, Reptilien und Fische.
Weißkopfseeadler, Kanadakranich und Oregon-Flecken-Frosch (Rana pretiosa) sind Arten der Vorwarnliste, die im Schutzgebiet angetroffen werden können. Besucher des Schutzgebietes haben Freude an der Landschaft, wandern auf dem Willard Springs Trail und beobachten Tiere und Pflanzen von den Landstraßen aus, die das Gebiet queren und umrunden.
In jedem Frühejahr können juvenile Kanadakraniche, sogenannte Fohlen (englisch colts), in der Nähe des Hauptquartiers des Schutzgebietes sowie von den nahen Straßen aus beobachtet werden. Die sehr jungen Vögel sind nur schwer zu sehen, da die Adulten ihren Nachwuchs vor Beutegreifern zu verbergen suchen. Die Besucher sind angehalten, die Beobachtungen aus der Ferne und auf eine Art und Weise zu machen, die das Überleben der Vögel nicht gefährdet.